# 本多光夫
本多 光夫（ほんだ みつお、1931年3月26日 - 2001年7月20日）は、日本の編集者、作家、エッセイスト。文筆家としては諸井 薫（もろい かおる）の筆名で知られる。

## 来歴・人物
出身地には長崎県と東京府の2説がある。早稲田大学文学部を中退して河出書房に入り、1957年、戦後初の女性週刊誌「週刊女性」を創刊して編集長となるが、同年、河出書房倒産により休刊となる。主婦と生活社に移って同誌を編集したが、1959年、「週刊女性」編集長を退き、世界文化社に移って「家庭画報」の編集長に就任、同誌のリニューアルを成功させ、60万部雑誌にする。のち集英社の別会社であるホーム社に移り、「週刊ホーム」を創刊する。
1977年プレジデント社に招かれて社長に就任、「プレジデント」誌の部数を4万部台から25万部台にまで伸ばし、名編集長と呼ばれる。のち社内の内紛により退社し、嶋中鵬二の招きで中央公論社に入り、取締役として「婦人公論」誌を再建する。この他、オレンジページ、マネージャパンの創刊にも関わる。
1982年「男の感情教育」を刊行。以後小説も書き多くの著書を出す。2001年7月、肝硬変で死去した。

## 著書（諸井薫）
- 男の感情教育 新潮社 1982.8  のち文庫
- 夕餉の仕度の匂いがする 講談社 1983.12  のち文庫
- 男の止まり木 文芸春秋 1985.5  のち文庫
- 人妻 講談社 1985.12 のち文庫
- 侠気について 角川書店 1986.6  のち文庫
- 花疲れ 講談社 1986.8
- 男と女の暦 毎日新聞社 1986.11  のち角川文庫
- セピア色の写真 文芸春秋 1987.3 のち文庫
- 男女の機微 中央公論社 1987.6  のち文庫
- 未知子 新潮社 1988.12  のち文庫
- 恋愛相談 文芸春秋 1988.2 のち文庫
- 優しい男 河出書房新社 1988.6 のち文庫
- 惑いの季節 角川書店 1988.10 のち文庫
- 昭和原人 文芸春秋 1989.2  のち文庫
- 父よ! 文芸春秋 1990.7  のち文庫
- 夫婦の会話 PHP研究所 1990.7　のち文庫
- 「結婚」の憂鬱 中央公論社 1990.3  のち文庫
- 男とは何か 父から息子へおくる手紙 スコラ 1990.7 (Scholar books) のち講談社文庫
- 男の本質 河出書房新社 1991.6
- 人を見る目 現代人物論 講談社 1991.12 「男のうしろ姿」文庫
- 女を叱る文句 文芸春秋 1991.2  のち文庫
- 喫茶店の片隅で 毎日新聞社 1992.2  のち中公文庫
- 東京育ち 角川書店 1992.3  のち文庫
- 風の言葉 1992.5 (角川文庫)
- 父の居場所 中央公論社 1992.4
- 男の流儀 日本経済新聞社 1992.11 のち文庫
- 不機嫌な理由 文芸春秋 1992.5
- 紳士の条件 中央公論社 1992.11
- 優しい手紙 中央公論社 1993.4
- 居酒屋の正論 東洋経済新報社 1993.12　のち中公文庫
- 夕空はれて 毎日新聞社 1993.8
- おとなの論理 東洋経済新報社 1993.3
- 男のための幸福論 講談社 1993.4
- 男の背中 日本経済新聞社 1994.9
- 平成の論点 対談集 ティビーエス・ブリタニカ 1994.9
- 平成版考えるヒント 講談社 1994.9
- 黄昏のビギン 講談社 1994.1  「冬桜」文庫
- 愛について ティビーエス・ブリタニカ 1994.4  のちＰＨＰ文庫
- あるリタイアメント 作品社 1994.4 のちＰＨＰ文庫
- 躓きの石 中央公論社 1995.3
- この日本における少数異見ノート 1995.5 (中公文庫)
- いい一生とは何か 角川書店 1996.2
- 幸福の本質 ふり向いて、いい人生とは ハローケイエンターテインメント 1996.4
- 父に似た人 チクマ秀版社 1996.8
- 東京昔ながらに旨いもの 私の食味遍歴 中央公論社 1996.4
- 畳の下の古新聞 日本経済新聞社 1996.6
- 男の節目 河出書房新社 1996.4
- おでん燗酒昔の女 文芸春秋 1997.4
- 父の原像 集英社 1997.6
- 男の自負 日本経済新聞社 1997.8
- 残り火 講談社 1998.1
- 引退なき人生 PHP研究所 1998.8
- 胸の振子 日本放送出版協会 1998.11
- 男と女の本音 日本経済新聞社 1999.1
- 定年で男は終わりなのか 主婦の友社 1999.4
- 老いの気概 経済界 2000.5

## 共著編
- 昭和生活文化年代記 3 30年代 TOTO出版 1991.3
- 人間における倒産の研究 人生の挫折から何を学ぶか 日本実業出版社 1994.9
- 雇用崩壊 大失業時代の「生き方」改造計画 江坂彰共著 徳間書店 1994.10
- ビジネスマンのための女性入門―知っておきたい「女の心と体」その不思議- 藤堂志津子ほか共著 プレジデント社 1995.6
- 日本の名随筆 別巻 83 男心 作品社 1998.1